# Coracora

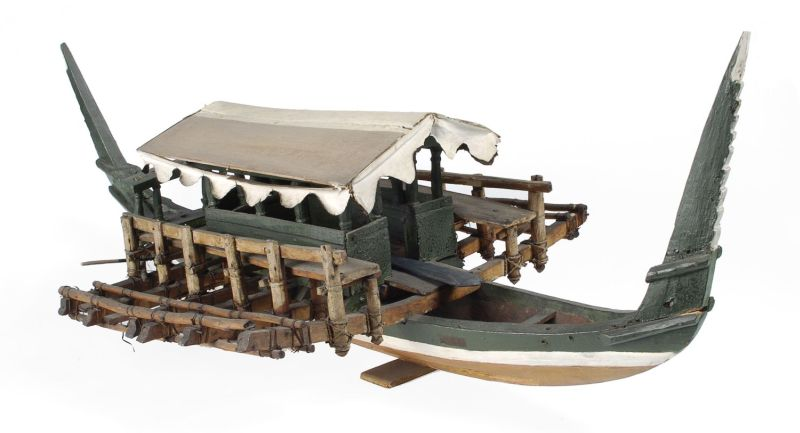
Modelo de embarcação do tipo Coracora (1920).

Coracora é uma embarcação típica das Ilhas Molucas, que é um arquipélago limitado ao sul pelo Mar de Arafura, a oeste pelos mares de Banda e das Molucas e a norte pelo Mar das Filipinas e a noroeste pelo Mar de Celebes.
O navio movimentado por remos com duplo balanceiro era usado pelos nativos.